# Multi User Dungeon
Ein Multi User Dungeon (Abkürzung: MUD, selten auch Multi-User Dimension oder Multi-User Domain) ist eine üblicherweise textbasierte virtuelle Welt, in der mehrere Spieler gleichzeitig mittels Computern spielen. MUDs verbinden Eigenschaften von Rollenspielen, Hack and Slays, Player-versus-Player-Kämpfen, Textadventures und Online-Chats miteinander. Viele MUDs gehören zu den Online-Rollenspielen.

## Merkmale

Beispiel einer Szene in einem MUD

Wie bei Textadventures erfolgt die Darstellung der Spielwelt in der Regel ausschließlich durch eine textliche Beschreibung der Umgebung des Spielers. Durch die Eingabe schriftlicher Befehle in natürlicher Sprache kann der Spieler mit seiner Umgebung interagieren. Die zwei Hauptunterschiede zu Textadventures sind dabei die Einbindung anderer Spieler sowie der Ablauf des Spielgeschehens in Echtzeit, zudem wird der Rollenspielaspekt fokussiert. Die Vorteile der Textbasiertheit sind die geringen Anforderungen: Zum Spielen benötigt man nur ein Telnet-Programm und eine Internetverbindung, an deren Bandbreite keine besonderen Anforderungen gestellt werden. Darüber hinaus sind Erweiterungen am Spiel für die Programmierer recht einfach durchführbar.
Als Charakter in einem MUD stehen dem Spieler verschiedene Möglichkeiten zur Interaktion mit anderen Spielern und mit den Objekten im MUD zur Verfügung. So gibt es eine Vielzahl von Kommunikationsmöglichkeiten zwischen den Spielern. In den meisten MUDs gibt es Räume, zwischen denen sich der Spieler bewegen kann. Diese Räume werden textlich beschrieben und können die Gestalt von Landschaften, Häusern oder z. B. auch Fahrzeugen annehmen. In den Räumen befinden sich Objekte (z. B. Waffen, Rüstungen oder Lebensmittel) und „Lebewesen“ (andere Spieler und computergenerierte Nicht-Spieler-Charaktere), mit denen der Spieler interagieren kann.

## Geschichte

### Frühe Geschichte

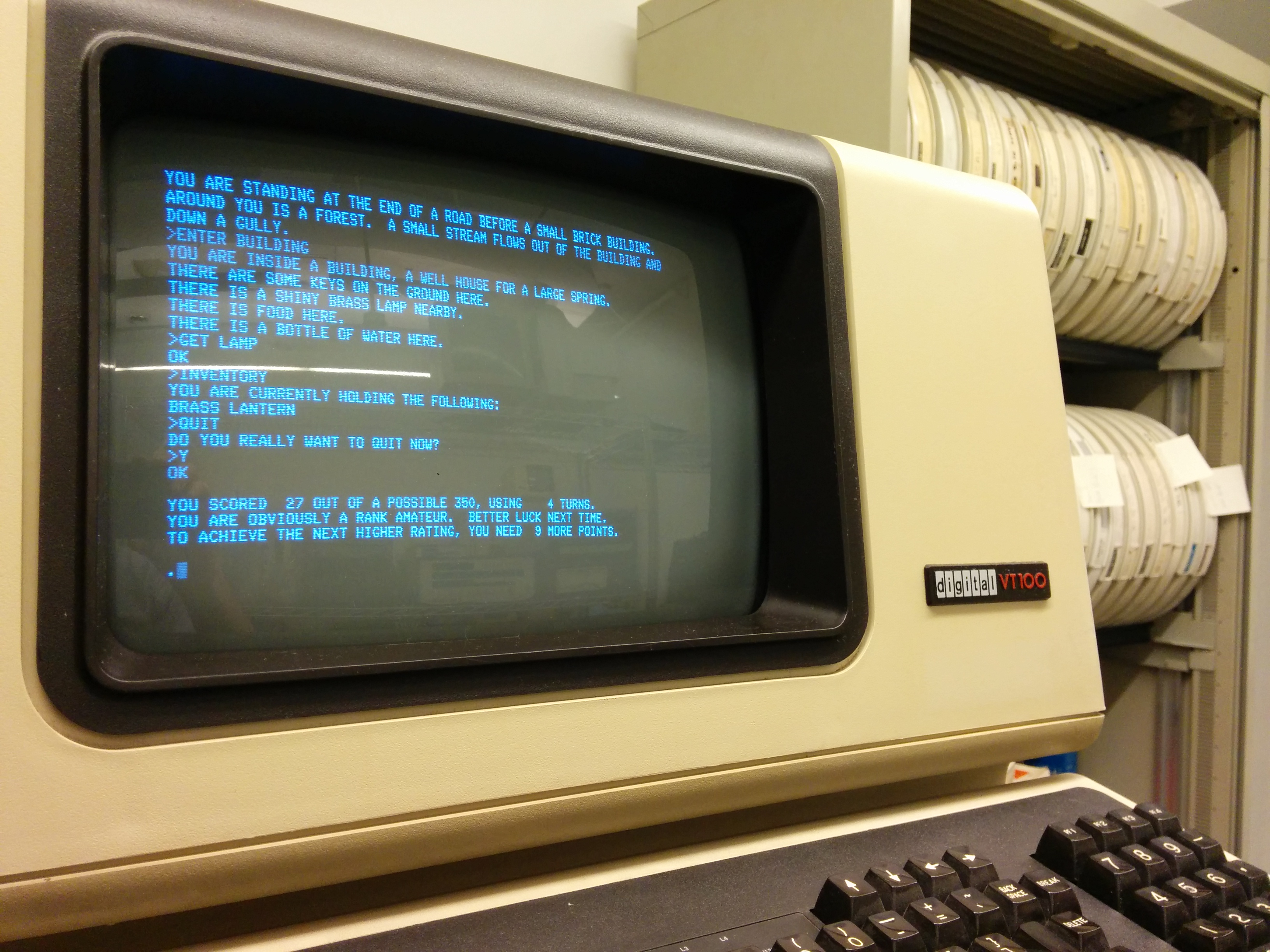
ADVENT oder Colossal Cave Adventure auf einem VT100-Terminal.

MUDs stammen von Textadventures und Pen-&-Paper-Rollenspielen ab. Als entfernte Vorläufer können auch Postspiele gesehen werden. Eines der ersten Textadventures wurde Mitte der 1970er-Jahre von Will Crowther in Anlehnung an seine Erfahrungen als Höhlenforscher entwickelt und von Donald Woods durch phantastische Elemente aus der Welt von J. R. R. Tolkiens Herr der Ringe erweitert. Der Spieler bewegte sich durch eine zumeist unterirdische Welt, in der er Monster bekämpfen oder Schätze finden konnte. Crowther und Woods nannten das Spiel ADVENT oder Adventure, was dann namengebend für das Genre der Adventurespiele wurde.
Roy Trubshaw besorgte sich von Donald Woods den Source-Code von ADVENT und entwickelte ab 1979 zusammen mit seinem Studienkollegen Richard Bartle an der Universität Essex in England darauf aufbauend und in BCPL geschrieben ein Mehrbenutzer-Adventure, das in Echtzeit lief. Mit dem Namen dieses neuen Spiels Multi User Dungeon (in Anlehnung an das Ein-Spieler-Adventure DUNGEON) prägten sie den Begriff MUD. Trubshaw und Bartle spielten zusammen das Pen-&-Paper-Rollenspiel Dungeons & Dragons. Dieses Spiel beeinflusste die Entwicklung von MUD. Anfänglich wurde MUD nur in Universitätsnetzen gespielt; 1984 konnten Trubshaw und Bartle es unter dem Namen MUD1 bei CompuServe USA und Compunet Großbritannien platzieren, wo es enormen Zulauf erhielt und 1985 als MUD2 auch über die britische Telecom erreichbar wurde. Der ungeheure Erfolg war maßgeblich auf Roger Harazim mit seinem damaligen Unternehmen The Wizards' Guild zurückzuführen, der die Lizenzen betreute, das Spiel weiterentwickelte und leitete. MUD1/2 gilt als das Ur-MUD, das noch heute gespielt werden kann.

### Seit 1989
1985 startete Compunet ein Projekt mit dem Namen Multi-User Galaxy Game als eine Science-Fiction-Alternative zu MUD1. Als einer der beiden Programmierer Compunet verließ, entschied sich der verbleibende Programmierer Alan Lenton, das Spiel von Grund auf neu zu programmieren. Er nannte das Spiel Federation II (zu dieser Zeit gab es kein Federation I). Das MUD wurde offiziell 1989 veröffentlicht. Federation II wurde von AOL übernommen, wo es als Federation: Adult Space Fantasy bekannt wurde. Federation wurde später wieder unabhängig von AOL.
In Deutschland wurden 1992 das MUD UNItopia veröffentlicht und das MUD MorgenGrauen gegründet.
Die Geschichte der Massively-Multiplayer-Online-Role-Playing-Spielen (MMORPGs) der späten 1990er- und frühen 2000er-Jahre wie EverQuest und Ultima Online und Spiele aus verwandten Spielgenres, wie die soziale virtuelle Welt Second Life kann direkt zum MUD-Genre zurückverfolgt werden.
Vor der Erfindung des Begriffs „MMORPG“ wurden Spiele dieses Stils als grafische MUDs bezeichnet. Viele grafische MUDs waren kommerziell. Eine Zwischenstufe waren „BSX-MUDs“, MUDs, bei denen zusätzlich Grafiken als ressourcensparende Vektorcodes übertragen werden können.
Eine Anzahl einflussreicher MMORPG-Designer begannen als Entwickler und/oder Spieler von MUDs (wie Raph Koster, Brad McQuaid, Matt Firor und Brian Green) oder waren an frühen MUDs beteiligt (wie Mark Jacobs und J. Todd Coleman).

## Thema
Thematisch sind die meisten MUDs im Fantasy-Bereich angesiedelt (wovon sich wiederum ein Großteil zumindest grob an der Literatur von J. R. R. Tolkien orientiert), allerdings gibt es auch MUDs mit Science-Fiction-Handlung, solche die sich anderer Vorlagen bedienen (z. B. Märchen, Sagen oder Romane) oder solche, die die reale Welt (in verschiedenen Zeitepochen) zum Vorbild haben. Darüber hinaus existierten auch Versuche, MUDs als virtuelle Lern- oder Forschungsumgebung zu verwenden.
MUDs bieten viele Möglichkeiten zu spielen:
- Das Lösen von teilweise komplexen und zeitaufwändigen Rätseln (in manchen MUDs auch englisch Quests genannt), in denen der Spieler Aufgaben erledigen muss, z. B. die Befreiung einer Prinzessin, die Wiederbeschaffung eines wichtigen Gegenstandes oder die Vertreibung eines oder mehrerer böser Monster. Je nach Rätsel kann man zivile oder kämpferische Mittel zum Erreichen des Zieles einsetzen, häufig sind beide Varianten möglich und können je nach Gusto des Spielers eingesetzt werden. Manche Rätsel sind vom Schwierigkeitsgrad oder der Anlage her nur von Spielergruppen zu lösen.
- Das Spielen von Spielen wie z. B. Schach, Dame, Skat gegen andere Spieler oder Computergegner.
- Das Beitreten und Leben in einer Gilde. Dies können z. B. Diebe, Magier, Hexen, Druiden sein. Gilden bieten eigene, besondere Fähigkeiten, andere Fähigkeiten können eingeschränkt sein.
- MUDs werden von vielen Spielern auch gerne als Chat-Medium benutzt.
- Erkundung und Kartographierung der teilweise sehr weitläufigen Gegenden.
- Weitere kreative Spielmöglichkeiten ergeben sich z. B. durch Fähigkeiten von Gilden oder der Besorgung von Gegenständen, so kann man z. B. die Rolle eines Heilers spielen, der mit Heilzaubern und Heilkräutern Spielern in Kämpfen gegen Unholde heilend zur Seite steht. Auch spielen einige Spieler spezielle Händler, An- und Verkaufsläden oder Geldverleiher.
- Sammeln von Erfahrung (u. a. durch Rätsel, Spiele, Erkundung, Kampf), welche den Spielern zusätzliche Funktionalität und Fähigkeit ihres Spielercharakters bringen.

Je nach Ausrichtung ist das virtuelle Töten der Spielfigur eines Mitspielers (Player-Kill) verboten, wird toleriert oder gezielt gewünscht. Player-Kill kann sanktioniert werden, z. B. durch den Verlust von Geld, Kennzeichnung als Mörder etc.
Auch der Grad des geforderten Rollenspiels unterscheidet sich. Während viele MUDs dieses nicht ganz so ernst nehmen, gibt es auch ausgeprägte Rollenspiel-MUDs, in denen beispielsweise nicht spielbezogene Gespräche ungern gesehen sind bzw. speziell markiert werden müssen.

## Soziale Komponenten

### Spielertreffen
MUDs haben auch eine starke soziale Komponente, die sich zum Beispiel durch die Spielertreffen ausdrückt. Viele MUDs veranstalten mehr oder minder regelmäßige Treffen, Partys, Stammtische, Ausflüge oder dergleichen, bei denen sich die Spieler auch im echten Leben (Real-Life) kennenlernen können. Sehr oft kennt sich der Kern der Spieler, oder zumindest Gruppen von Spielern, die in derselben Gegend wohnen, persönlich.

### Suchtpotential
Das auf Text basierte Spiel ist so aufgebaut, dass ein Spieler selbst bestimmen kann, wie lange oder wie oft er spielen möchte. Ein Ausloggen aus dem Spiel bringt in vielen MUDs keine Nachteile mit sich, da die Spielfigur dort ihre erworbenen Besitztümer behält. Ein Spieler kann das Spiel zu jedem beliebigen Zeitpunkt fortsetzen, da alle möglichen Handlungen des Spiels wiederholbar sind. Erlernte Fähigkeiten bleiben erhalten und computergenerierte Figuren können beliebig oft bekämpft werden, sodass ein Spieler in seiner Abwesenheit nichts versäumt. Es gibt jedoch auch MUDs, in denen das Inventar des Spielers beim Abmelden nicht oder nicht vollständig gesichert wird, oder in denen es einmalige Gruppen-Rätsel („Live-Quests“) gibt, die von einem menschlichen Spielleiter betreut werden. Es kann auch Situationen geben, in denen eine Spielunterbrechung es erforderlich machen würde, dass langwierige Vorbereitungen wiederholt werden müssen, um zum Beispiel ein Rätsel zu lösen.
Für suchtgefährdete Menschen besteht dann eine Gefahr, dem Spiel zu verfallen, wenn sie beispielsweise die höchste Position auf den Highscore-Listen erlangen und sichern wollen oder stets als erster neu hinzugefügte Gebiete erkunden möchten. Hier ist jedoch nicht die Struktur des Spiels Ursache einer entstandenen Spielsucht, sondern die psychische Disposition des Spielers. Ein weiterer Suchtfaktor ist das Erleben des Spiels als Ersatzwelt.
Zur Vorbeugung gegen Spielsucht verfügen einige MUDs auch über die Funktion Spielpause, die durch einen Spielbetreuer (Programmierer) oder durch den Spieler selbst gesetzt werden kann. Nutzt ein Spieler diese Funktion, so hat er für die Dauer der Spielpause keine Möglichkeit, sich mit seiner Spielfigur in das Spiel einzuloggen. Um weiterspielen zu können, müsste er eine neue Figur anlegen. Da sich aber die meisten Spieler mit ihrer Hauptspielfigur identifizieren, ist es eher selten, dass die selbstgesetzte Spielpause mit einer neuen Spielfigur umgangen wird.
Wird eine Spielpause durch einen der Spielbetreuer gesetzt, geschieht dies meist dann, wenn ein Spieler spielsüchtig erscheint und durch sein Verhalten oder durch seine Online-Zeiten auffällig geworden ist.

## Gestaltung
Durch das simple Textinterface ist die Gestaltung und Erweiterung der Spielwelt sehr einfach. Während in einem MUD ein vergleichsweise kurzes Editieren von Textmeldungen einem Raum oder einem Objekt ein völlig anderes „Aussehen“ geben kann, sind für vergleichbare Änderungen in grafischen (insbesondere 3D) Spielen meist aufwändige Anpassungen von Objektmodellierung, Texturen, u. dgl. nötig. Im Gegenzug müssen allerdings beim MUD die Spieler wesentlich mehr Phantasie aufbringen um sich in die beschriebene Szenerie hineinversetzen zu können. Gerade das wird von vielen Spielern aber auch als Vorteil geschätzt, da sich so jeder seine eigene Version des MUDs erschaffen kann und nicht durch Grafiken in vorbestimmte Bahnen gelenkt wird.
Beispielsweise ist ein „furchteinflößendes Monster“ in Textform für den Spieler, der die Hürde sich gedanklich in die Spielwelt zu versetzen einmal genommen hat, immer ein furchteinflößendes Monster, während es bei einem grafischen Spiel eher das darstellt, was dem Grafiker als furchteinflößend erscheint (und dessen Vorstellungen decken sich manchmal kaum mit jenen der Spieler).
In anderen Aspekten ist das Textinterface auch von Nachteil. So ist es zum Beispiel in einem MUD kaum sinnvoll möglich Interaktionen mit sehr vielen Spielern gleichzeitig zu inszenieren, da die Spieler bei solchen Szenarien mit einer Unzahl an Meldungen überflutet werden (Scrolling) und so dem Handlungsverlauf nicht mehr folgen können.

### Entwickler
In den meisten MUDs nehmen die Entwickler auch selbst am Spiel teil und haben so direkten Kontakt zu den Spielern, auf deren Wünsche und Anregungen somit schnell reagiert werden kann. In vielen MUDs besteht für die Teilnehmer die Möglichkeit, vom normalen Spieler zum Mitprogrammierer des MUDs aufzusteigen. Je nach Thema erhalten Programmierer dabei meist einen besonderen Titel wie Magier, Q oder Gott, der sie für Spieler erkennbar macht.
Innerhalb der Programmierer gibt es oft klar abgegrenzte Zuständigkeiten und/oder Hierarchien, die sich in Zugriffsbeschränkungen auf bestimmte Teile des Programmcodes äußern (beispielsweise darf ein Programmier-Anfänger keinen Programmcode anderer Programmierer verändern). Die Zugehörigkeit zu einer bestimmten Hierarchie-Ebene geht meist mit einem entsprechenden Titel einher (z. B. Erzmagier – Halbgott – Gott o. dgl.)

## Andere Bezeichnungen
Zum Zwecke der Abgrenzung gibt es eine Reihe weiterer Bezeichnungen für MUDs oder MUD-ähnliche Spiele, die jedoch nicht einheitlich sind. Die häufigsten sind MOO (Multi User Dungeon, Object Oriented), MUCK, MUSE, MUSH (Multi User Shared Hallucination), MUX (Multi User eXperience), sowie Zusätze zum MUD-Akronym, die auf die verwendete Technik oder Codebasis hinweisen.

### Abgrenzung zu anderen Spieltypen
Bei hauptsächlich graphischen Online-Spielen spricht man im Allgemeinen eher von Massively Multiplayer Online Role-Playing Game (MMORPG). Eng damit verwandt sind auch Massively Multiplayer Online Games (MMOG). Als Unterscheidungsmerkmal zum MUD ist vor allem hervorzuheben, dass bei diesen Genres das Spiel nie allein durch Texteingaben, sondern (bis auf etwaige Chatfunktionalität) praktisch ausschließlich per Maus oder Pfeiltasten gesteuert wird. Weiterhin sind diese Spiele entweder durch spezielle, proprietäre Software auf der Clientseite (welche z. B. die grafische Darstellung der Spielumgebung übernimmt) oder aber als Browserspiel realisiert. Eine genaue Abgrenzung ist allerdings nicht immer möglich.

## Software

### MUD-Clients
Prinzipiell genügen zur Teilnahme an einem MUD eine Internetverbindung und ein Telnet-Client, allerdings ist dieser nicht besonders komfortabel. Einige MUDs, wie z. B. das Beutelland, ermöglichen für die separate Anzeige von Inventar, Karten oder Statistiken mehrere Telnet-Verbindungen für denselben Charakter.
Spezielle Hilfsprogramme für MUDs, so genannte MUD-Clients, stellen eine strukturierte Oberfläche (z. B. einen großen Ausgabebereich und eine davon getrennte Eingabezeile) sowie weitere Tipphilfen zur Verfügung oder reagieren durch sogenannte Trigger automatisch auf Ereignisse im Spiel. Bei weitergehender Programmierung können sie gar ein scheinbar intelligentes, interaktives Verhalten aufweisen.
In vielen MUDs ist allerdings die Verwendung von Skripten (vollständig programmierte Verhaltensweisen, zum Beispiel „bei 60 % Durst wird automatisch getrunken“) verboten, während Aliase (=Eingabeabkürzungen, z. B. tf = trinke Wasser aus Flasche) geduldet oder gar spielseitig angeboten werden.

### MUD-Server
Das Spiel selbst wird von einem auf einem zentralen Host laufenden Server-Programm – oft als Gamedriver bezeichnet – zur Verfügung gestellt. Die Software nimmt die Eingaben der einzelnen Spieler entgegen, berechnet die Reaktionen der „Welt“ und der darin befindlichen Objekte und liefert diese in Textform an die Spieler zurück. Je nach eingesetztem Gamedriver reicht der Spielraum der Programmierer dabei vom Anpassen von Beschreibungen in einer vorstrukturierten Datenbank bis hin zu weitestgehend freier Programmierung. Die meisten komplexeren MUD-Server stellen dazu einen Interpreter zur Verfügung, sodass Änderungen bzw. Erweiterungen des Spieles zur Laufzeit möglich sind. Eine häufig verwendete Programmiersprache ist beispielsweise LPC.
Üblich ist auch eine Strukturierung des MUD in (immer wieder verwendete) Basisfunktionen – die sogenannte MUD-Lib – und die darauf aufbauende eigentliche Simulation der Spielumgebung (Gegenden, Gilden etc., oft auch Domains genannt). Da die Entwicklung einer kompletten MUD-Lib einen sehr hohen Programmieraufwand erfordert, bauen neue MUDs zumeist auf einer bestehenden MUD-Lib auf und entwickeln diese sukzessive weiter, oder es wird die MUD-Lib beibehalten und nur die Domains werden neu programmiert. Viele der im deutschen Sprachraum verwendeten MUD-Libs basieren auf der MUD-Lib von Morgengrauen oder auf jener von UNItopia, deren Ur-Versionen unabhängig voneinander und etwa zeitgleich Anfang der 1990er Jahre entstanden sind.

## Sonstiges
MUDs werden meist auf nichtkommerzieller Basis von Freiwilligen betrieben, wenige Ausnahmen sind MUD2 und die von den US-Unternehmen Skotos und Simutronics betriebenen MUDs.